# Alexander Spiegelblatt
Alexander Spiegelblatt (în idiș אַלכּסנדר שפּיגלבלאַט, 
n. 20 august 1927 la Câmpulung Moldovenesc – d. 25 noiembrie 2013 la Petah Tikva , Israel) a fost un poet, scriitor și eseist israelian de limba idiș, originar din România.

## Date biografice
Alexandru Spiegelblatt s-a născut în 1927 la Câmpulung Moldovenesc, la poalele Carpaților, în sudul Bucovinei, ca fiu al unui ceasornicar evreu numit Samuel Spiegelblatt, urmaș al mai multor generații de ceasornicari.
A învățat de mic la școala tradițională „heder”, iar mai târziu la gimnaziul de stat din localitatea natală, de unde a fost exmatriculat alături de toți ceilalți elevi evrei, conform legislației rasiste din toamna anului 1940. Între anii 1941-1944, sub regimul Antonescu, a fost deportat cu membrii familiei sale în Transnistria.
Supraviețuind deportarea și genocidul, după eliberare, Spiegelblatt a lucrat ca bijutier, a completat studiile liceale și a învățat literatura rusă la Universitatea din București. Între anii 1954-1958 a fost conferențiar la catedra de literatură rusă la această universitate și la Școala de literatură și critică literară Mihai Eminescu din București.
Spiegelblatt a fost un timp membru în comitetul de redacție al revistei în idiș „Ikuf bletter” care a fost închisă de autoritățile comuniste în anul 1963, de asemenea a colaborat la redactarea paginilor în limba idiș ale „Revistei Cultului Mozaic” din România. 
În anul 1964 el a emigrat în Israel și s-a stabilit în orașul Petah Tikva. Între anii 1971-1998 el a fost, alături de poetul Avraham Sutzkever secretarul de redacție al revistei literare trimestriale în limba idiș די גאָלדענע קייט („Di Goldene Keit”), care a apărea la Tel Aviv.  
În Israel, Alexandru Spiegelblatt a colaborat și la ziarul idiș לעצטע נײַעס („Letzte Naies”, Ultimele Știri) ; la cotidianul în limba română „Viața noastră” . In anul 1969 a luat parte la publicarea volumului omagial la aniversarea jubileului lui Shlomo Bickel. 
Spiegelblatt a efectuat și traduceri din limba ebraică în alte limbi.

## Distincții si premii
- 1984 - Premiul Itzik Manger pentru creații literare în limba idiș

## Opere

### Culegeri de versuri
- 1952 - היימלאַנד - מלוכה-פֿאַרלאַג פֿאַר ליטעראַטור און קונסט, בוקאַרעשט (Heimland - Patria)
- 1969 - אומרויִקע אותיות, המנורה ,תּשכ״ט (Umruïke oisies - Litere neliniștite)
- 1973 - פֿאַרפֿירענע זעגלען , די גאָלדענע קייט  (Farfirene zegeln - Navigări amăgitoare)
- 1979 - וואָלקען־ברעמען ,די גאָלדענע קייט (Volkenbremen - Sprâncene-nori)
- 1997 - (נשמה־ליכט (נר נשמה  (Neșome-liht - Candelă de suflet)
- 1997,1998 - אין געלן צווישנליכט פֿון ערבֿ-רעגן, לידער 1997-1964 (In gelen țvișnlikht fun erev-regen - Crepusculul galben dinaintea ploii)
- 2007 - (גרינער אומעט לייוויק־פֿאַרלאַג, תּ״אָ  (עצבות ירוקה (Griner Umet - Tristețe verde)
- 2009 - (געטונקען אין האַניק-צער, לידער 2009-2005 , בית שלום־עליכם, תּ״אָ (טבול בדבש הצער (Getunken in honik-tzar - Muiat în mierea amărăciunii)

Numeroase versuri ale sale au fost traduse în alte limbi, ex. ebraică, engleză, franceză, germană, spaniolă, rusă, română.

### Proză și eseuri
- 2000 - דורכן שפּאַקטיוו פֿון א זייגער-מאַכער, הוצאת י.־ל. פּרץ, תּל־אָבֿיבֿ  (Dukhn șpaktiv fun a zeiger-makher – Prin lupa ceasornicarului, carte autobiografică)
- 2002 - בלאָע ווינקלען: איציק מאנגער — לעבן, ליד און באַלאַדע, פֿאַרלאַג י.־ל. פּרץ, תּל־אָבֿיבֿ (Bloe Vinklen – Colțuri albastre: Ițik Manger — viață, cântec și baladă)
- 2003 - שאָטנס קלאַפּן אין שויב: דרײַ דערציילונגען, ישׂראָל-בוך, (צללים דופקים בחלון, שלושה סיפורים)- ספר שבו מעלה באוב אנשים מיוחדים שפגש (Șotns klapn in șoib: drai derțeilungen – Umbre bat la geam: trei povestiri)
- 2005 - קרימעווע: אַן אַלטפֿרענקישע מעשׂה, צור-אות, ירושלים, תשס״ה
- 2007 - דורך פֿאַררייכערטע שײַבלעך, לייוויק־פֿאַראיין, תּשס״ז (Durkh farreikherte șaiblekh – Printr-o șaibă înfumegată)